# Tái Đào
Tái Đào (chữ Hán: 載濤; 23 tháng 6 năm 1887 – 2 tháng 9 năm 1970), tự Thúc Nguyên (叔源), hiệu Dã Vân (野云), Ái Tân Giác La, người Mãn Châu Chính Hồng kỳ, là một Tông thất có tầm ảnh hưởng vào cuối thời nhà Thanh trong lịch sử Trung Quốc. Ông còn được biết đến là 1 trong "Nhị vương Tam Bối lặc" .

## Đời sống
Tái Đào sinh vào Dần, ngày 3 tháng 5 (âm lịch) năm Quang Tự thứ 13 (1887) trong gia tộc Ái Tân Giác La. Ông là cháu nội của Đạo Quang Đế, con trai thứ bảy của Thuần Hiền Thân vương Dịch Hoàn. Mẹ ông là Trắc Phúc tấn Lưu Giai thị.
Năm Quang Tự thứ 16 (1890), Tái Đào được phong làm Nhị đẳng Trấn quốc Tướng quân. Không lâu sau tấn phong Bất nhập Bát phân Phụ quốc công. Năm thứ 23 (1897), ông phụng chỉ quá kế thừa tự Bối tử (hàm Bối lặc) Dịch Mô (奕谟) – con trai của Huệ Đoan Thân vương Miên Du. Năm thứ 27 (1901), được phép hành tẩu tại Càn Thanh môn. Năm thứ 28 (1902), ông lại phụng chỉ quá kế trở thành thừa tự của Chung Đoan Quận vương Dịch Hỗ – em trai của Hàm Phong Đế, thừa tập tước vị Bối lặc. Năm thứ 34 (1908), ông lần lượt nhậm chức Tổng ti Kê sát và Chuyên ti Huấn luyện Cấm Vệ quân Đại thần. Cùng năm, ông được ban hàm Quận vương.
Năm Tuyên Thống nguyên niên (1909), ông quản lý các công việc của Quân Ti xứ (Văn phòng Cố vấn Quân sự). Năm thứ 2 (1910), ông dùng thân phận Khảo sát Lục quân Đại thần đã đến Nhật Bản, Hoa Kỳ, Anh, Pháp, Đức, Ý, Áo và Nga để khảo sát quân đội. Tháng 5 cùng năm, ông được cử sang Anh với tư cách Đặc sứ Đại thần (tương đương Bộ trưởng Bộ ngoại giao). Năm thứ 3 (1911), ông nhậm Quân ti Đại thần, phụ trách quản lý Cấm Vệ quân, sau nhậm Đô thống Mông Cổ Tương Hoàng kỳ. Tháng 1 năm 1912, cùng với Tái Tuần tổ chức Tông Xã đảng, bị giải thể vào tháng 3 cùng năm.
Năm 1917, sau chính biến khôi phục nhà Thanh diễn ra ở Bắc Kinh, ông giữ chức Chỉ huy Cấm Vệ quân. Năm 1931, Chính phủ Quốc Dân đã mời ông làm thành viên của Hội nghị Quốc nạn. Sau khi quân Nhật đánh chiếm Trung Quốc, ông từ chối đến Ngụy Mãn Châu quốc nhậm chức. Ông là đại biểu của Đại hội đại biểu nhân dân toàn quốc và là thành viên của Ủy ban toàn quốc của Hội nghị hiệp thương chính trị nhân dân Trung Quốc.
Tái Đào du học ở Pháp và đã học tại trường Cavalry chuyên về tác chiến kỵ binh. Sau năm 1949, ông được Mao Trạch Đông mời làm Cố vấn về Ngựa của Bộ Tư lệnh Pháo binh Quân Giải phóng Nhân dân. Sau đó, ông còn đảm nhiệm Cố vấn Cục Dân chính của Tổng cục hậu cần. Trong Chiến tranh Triều Tiên, ông đã đến Nội Mông để chọn ngựa cho Quân tình nguyện Nhân dân Trung Quốc.
Tái Đào còn là một diễn viên nghiệp dư của kinh kịch, có võ nghệ vững vàng, có khả năng đánh xa và đánh ngắn. Ông còn giỏi xiếc khỉ. Ông và Dương Tiểu Lâu đều được Trương Kỳ Lâm đích thân truyền dạy; Lý Vạn Xuân đã học hí khúc của Tái Đào trong ba năm.
Năm 1970, Tái Đào qua đời tại Bắc Kinh trong cuộc Cách mạng Văn hóa ở tuổi 83.

## Gia đình

### Thê thiếp
- Khương Giai thị (姜佳氏, 1885 – 1949), tên Uyển Trinh (婉贞), con gái của Văn Uyên các Đại học sĩ Sùng Lễ (崇礼). Đích thê của Tái Đào
- Chu Giai thị (周佳氏, 1894 – ?), tên Mộng Vân (梦云), con gái của Đức Hỉ (德喜). Vốn là nha hoàn trong phủ Tái Đào. Sau khi Cộng hòa Nhân Dân Trung Hoa thành lập, bà ly hôn với Tái Đào.
- Kim Hiếu Lan (金孝兰, 1906 – 1967). Cũng vốn là Nha hoàn trong phủ Tái Đào. Sau khi Cộng hòa Nhân Dân Trung Hoa thành lập, bà ly hôn với Tái Đào.
- Vương Nãi Văn (王乃文, 1917 – 2003), là một nghệ nhân, Ủy viên Hội nghị Hiệp thương Chính trị Nhân dân Trung Quốc ở Bắc Kinh. Kết hôn với Tái Đào vào thời kỳ mới.

### Hậu duệ

#### Con trai
1. Trưởng tử (1905), mẹ là Khương Uyển Trinh, chết yểu.
2. Phổ Giai (溥佳; 1908 – 1979), mẹ là Khương Uyển Trinh. Từng cùng Phổ Nghi học tiếng Anh trong cung. Sau khi Cộng hòa Nhân Dân Trung Hoa thành lập, ông công tác tại Hội nghị Hiệp thương chính trị ở Khu tự trị Nội Mông Cổ.
3. Phổ An (溥侒, 1911 – 1944), mẹ là Khương Uyển Trinh. Từng nhậm Trưởng phòng quản lý binh khí tại Tuy Tĩnh, Hoa Bắc.
4. Phổ Thân (溥伸, 1915 – 1928), mẹ là Khương Uyển Trinh.
5. Phổ Hi (溥僖, 1924 – 1983), nay tên Kim Đại Tân (金岱宾), mẹ là Chu Mộng Vân.
6. Phổ Sĩ (溥仕, 1940 – ?), nay tên Kim Tòng Chính (金从政), mẹ là Kim Hiếu Lan. Từng đảm nhiệm Giáo viên Ngữ văn của trường trung học số 80.

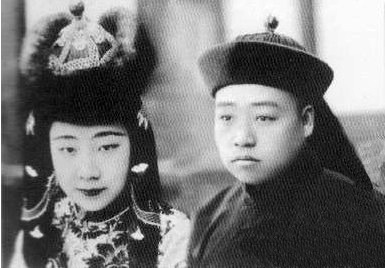
Uẩn Tuệ và Đạt Lý Trát Nhã

#### Con gái
1. Trưởng nữ (1904), mẹ là Khương Uyển Trinh, chết yểu.
2. Uẩn Tuệ (韫慧, 1906 – 1969), nay tên Kim Doãn Thành (金允诚), mẹ là Khương Uyển Trinh, gả cho Đạt Lý Trát Nhã (达理扎雅, tiếng Mông Cổ: ᠳᠠᠷᠢᠵᠢᠠᠶ᠎ᠠ, chữ Mông Cổ: Дарьзаяа, 1906 – 1968) thuộc Ách Lỗ Đặc Bác Nhĩ Tế Cát Đặc thị, là A Lạp Thiện kỳ Trát Tát Khắc Thân vương cuối cùng. Hai người có với nhau sáu con gái và một con trai. Sau khi Cách mạng Văn Hóa nổ ra, vợ chồng hai người đang ở Bắc Kinh nghỉ dưỡng thì bị Hồng vệ binh bắt giữ, đem ra phê đấu (công khai xử lý tội lỗi). Đạt Lý Trát Nhã đã qua đời trong đợt phê đấu vào năm 1968. Ngày 13 tháng 2 năm 1979, Chính phủ Nhân dân và Đảng ủy của Khu tự trị Nội Mông Cổ đã cử hành một đại hội truy điệu cho Uẩn Tuệ và Đạt Lý Trát Nhã, công khai sửa lại án sai và trả lại danh dự cho hai người.

## Hình ảnh

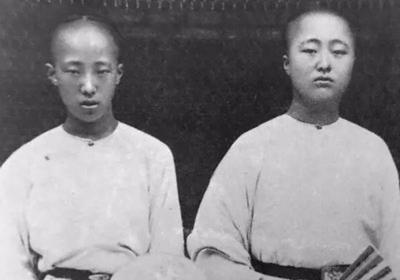
Tái Đào và anh trai Tái Tuần
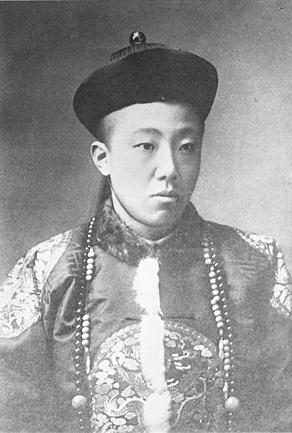
Chân dung Tái Đào
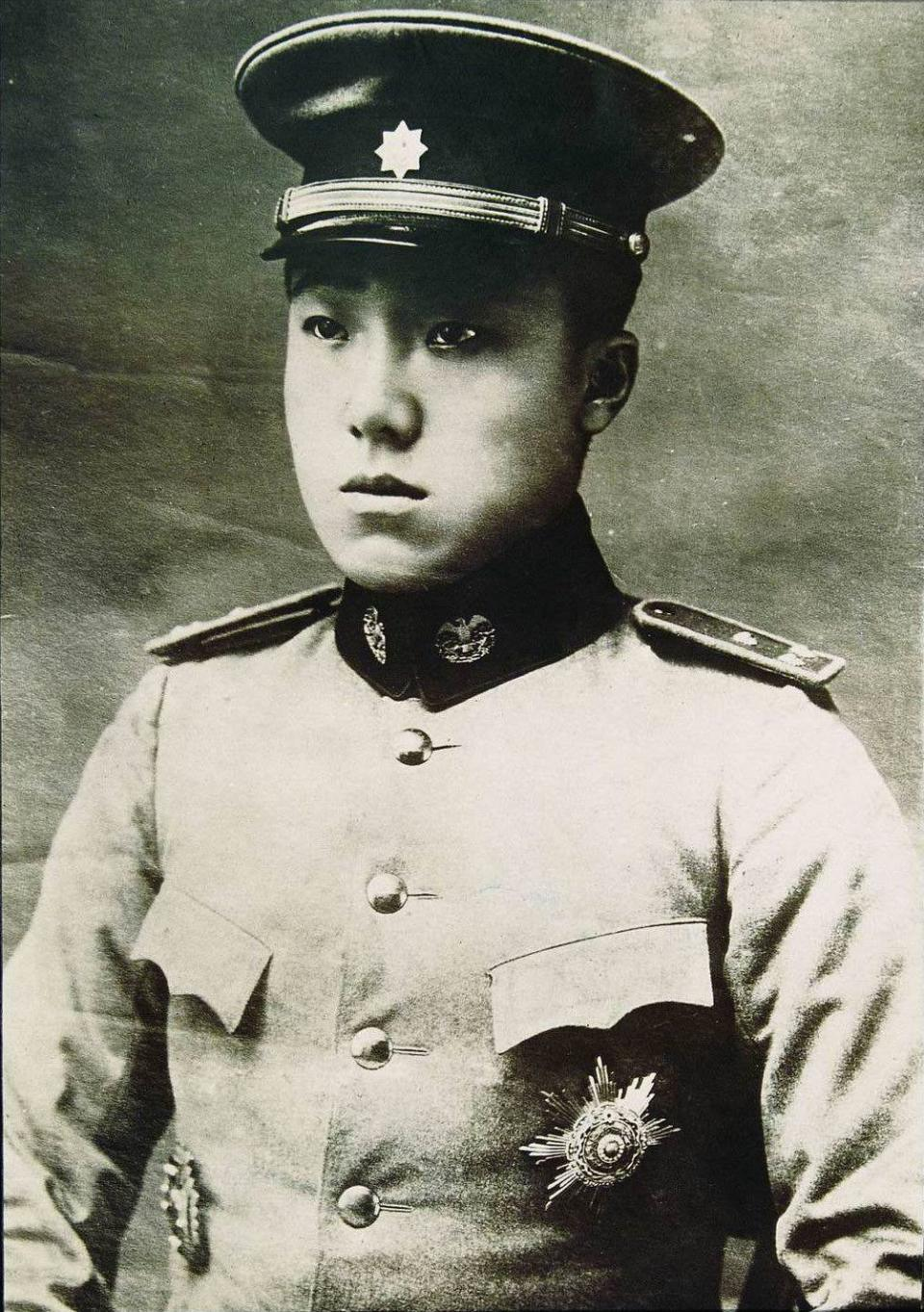
Tái Đào trong bộ Quân phục kiểu mới
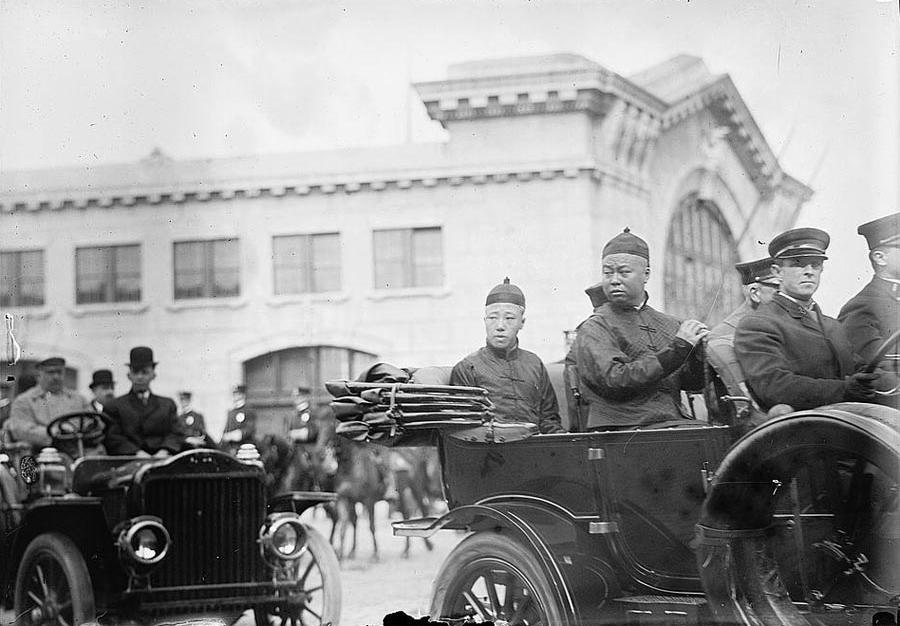
Tái Đào đến Hoa Kỳ năm 1910
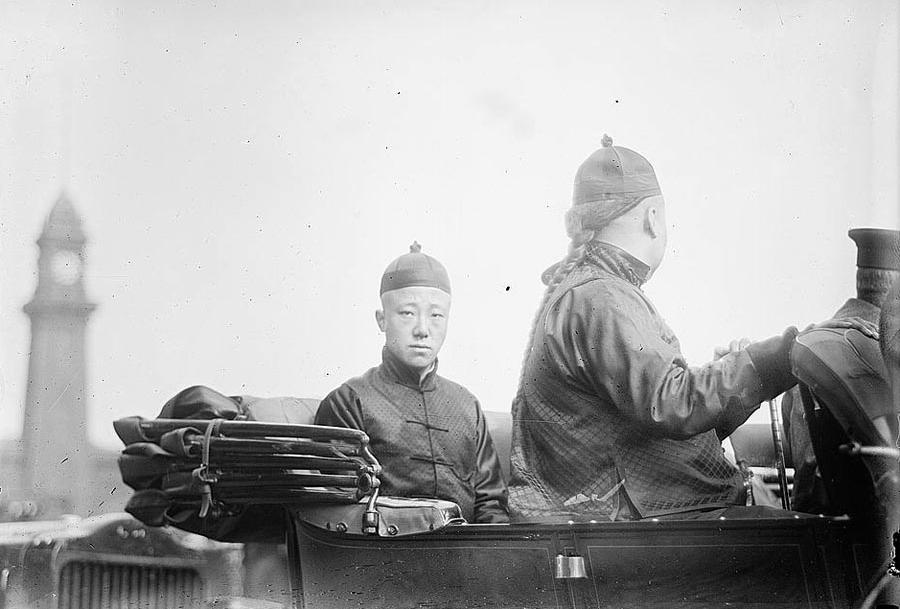
Chuyến thăm của Tái Đào đến Hoa Kỳ, 1910
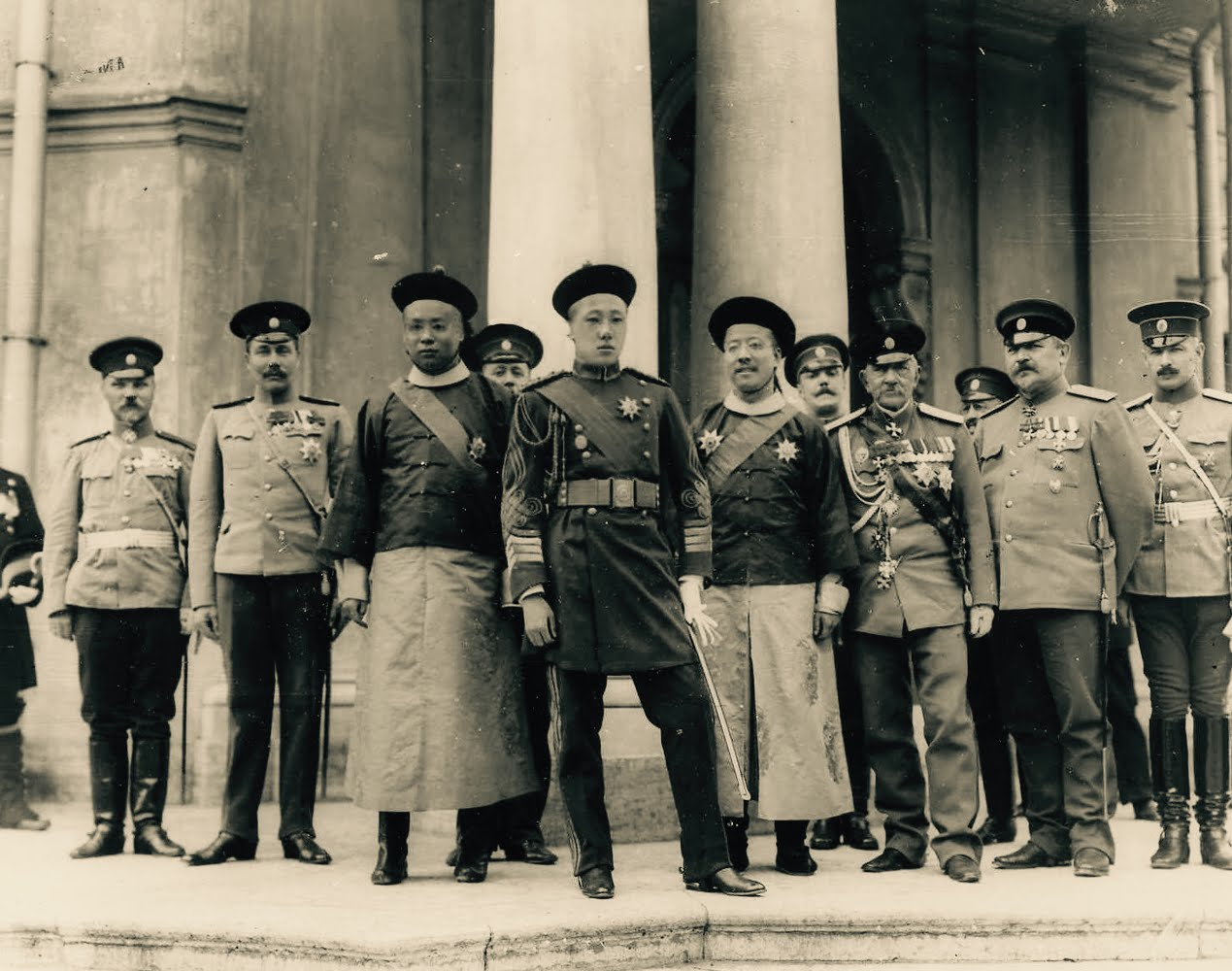
Tái Đào ở Đế quốc Nga
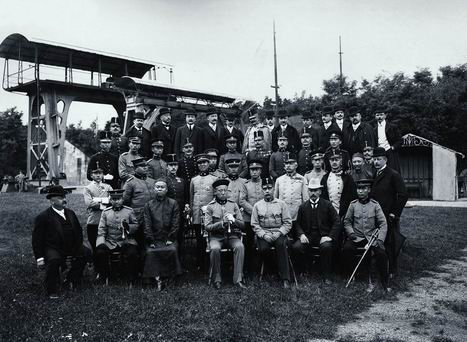
Năm 1910, lãnh đạo Cấm Vệ quân của Nhà Thanh đến thăm Đế quốc Áo–Hung. Hàng thứ hai, thứ tư từ trái là Tái Đào
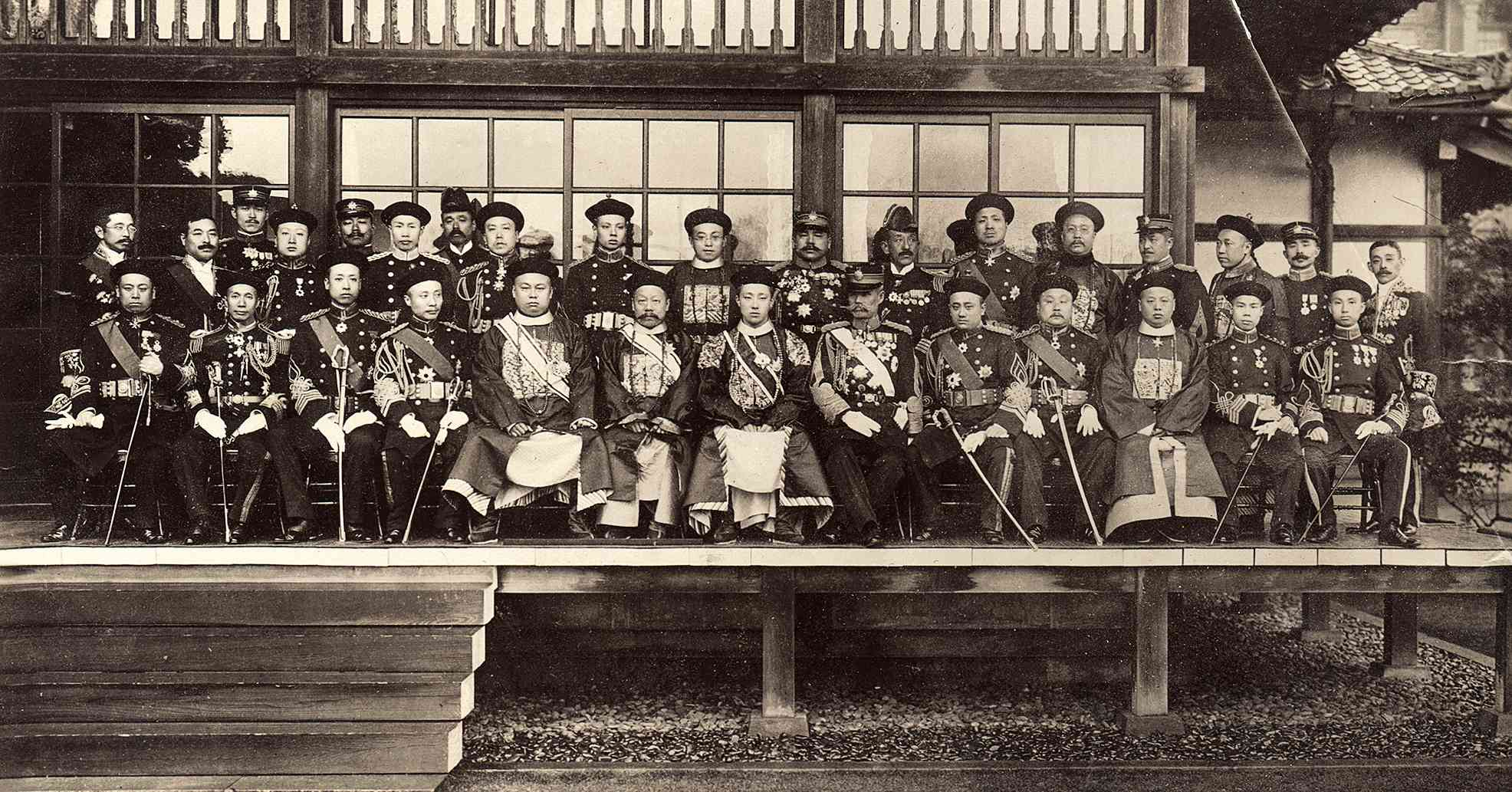
Ảnh nhóm của phái đoàn Tái Đào tại Nhật Bản